# Erebia lederi
Erebia lederi är en fjärilsart som beskrevs av Goltz 1930. Erebia lederi ingår i släktet Erebia och familjen praktfjärilar. Inga underarter finns listade i Catalogue of Life.